# Marktgraitz
Marktgraitz là một đô thị thuộc huyện Lichtenfels trong bang Bayern nước Đức. Đô thị Marktgraitz có diện tích 3,75 km², dân số thời điểm ngày 31 tháng 12 năm 2006 là 1313 người.